# 霍里維爾
霍里維爾是瑞士的城鎮，位於該國北部，由索洛圖恩州負責管轄，面積2.63平方公里，海拔高度455米，2012年人口836，一半人口信奉羅馬天主教，人口密度每平方公里318人。